# 3941 Haydn
3941 Haydn eller 1973 UU5 är en asteroid i huvudbältet som upptäcktes den 27 oktober 1973 av den tyske astronomen Freimut Börngen vid Tautenburg-observatoriet. Den har fått sitt namn efter den österrikiske kompositören Joseph Haydn.
Asteroiden har en diameter på ungefär 6 kilometer och den tillhör asteroidgruppen Koronis.